# Cá nhám đầu xẻng
Cá nhám đầu xẻng hay cá nhám búa đầu nhỏ, cá mập đầu xẻng, tên khoa học Sphyrna tiburo, là thành viên của chi Cá nhám búa (Sphyrna) thuộc họ Cá nhám búa. Tiếng Hy Lạp Sphyrna dịch ra là búa, đề cập đến hình dạng đầu của loài cá mập này - tiburo là Tiếng Taíno chỉ cá mập. Trung bình, cá nhám đầu xẻng có kích thước dài khoảng 3–5 ft (0,91-1,5 m), là một trong những con cá nhám búa nhỏ nhất. Đây là loài cá mập duy nhất có chế độ ăn tạp, chúng còn được ghi nhận là ăn cả rong biển.